# Forūdgāh-e Dowshān Tappeh
Forūdgāh-e Dowshān Tappeh (persiska: فُرودگاه دُشان تَپِّه, Forūdgāh Doshān Tappeh, فرودگاه دوشان تپه, Forūdgāh-e Dūshān Tappeh) är en flygplats i Iran.   Den ligger i provinsen Teheran, i den norra delen av landet, i huvudstaden Teheran. Forūdgāh-e Dowshān Tappeh ligger 1 211 meter över havet.
Terrängen runt Forūdgāh-e Dowshān Tappeh är kuperad åt nordost, men åt sydväst är den platt.Runt Forūdgāh-e Dowshān Tappeh är det glesbefolkat, med 19 invånare per kvadratkilometer. Närmaste större samhälle är Teheran, 5,0 km väster om Forūdgāh-e Dowshān Tappeh. Trakten runt Forūdgāh-e Dowshān Tappeh består i huvudsak av gräsmarker.